# Поттенштайн (Верхняя Франкония)
Поттенштайн (нем. Pottenstein) — город и городская община  в Германии, в Республике Бавария.
Подчинён административному округу Верхняя Франкония. Входит в состав района Байройт. Население составляет 5317 человек (на 31 декабря 2010 года). Занимает площадь 73,24 км². Официальный код — 09 4 72 179. Местные регистрационные номера транспортных средств (коды автомобильных номеров) (нем. Kraftfahrzeugkennzeichen) — BT.
Община подразделяется на 32 городских района.

## Население
По оценке на 31 декабря 2015 года население общины Поттенштайн составляет 5306 чел. 

| Дата      | 1840 | 1871 | 1900 | 1925 | 1939 | 1950 | 1961 | 1970 | 1987 | 2011 |
| --------- | ---- | ---- | ---- | ---- | ---- | ---- | ---- | ---- | ---- | ---- |
| Население | 4005 | 3879 | 3606 | 3781 | 3894 | 5040 | 4939 | 5156 | 4995 | 5341 |

| Год       | 1960 | 1970 | 1980 | 1990 | 2000 | 2009 | 2010 | 2011 | 2012 | 2013 | 2014 | 2015 |
| --------- | ---- | ---- | ---- | ---- | ---- | ---- | ---- | ---- | ---- | ---- | ---- | ---- |
| Население | 4799 | 5191 | 4927 | 5363 | 5442 | 5339 | 5317 | 5325 | 5350 | 5363 | 5286 | 5306 |

## Достопримечательности
На высокой скале над городом находится старинный замок, а в окрестностях города - знаменитая пещера дьявола.

## Фотогалерея

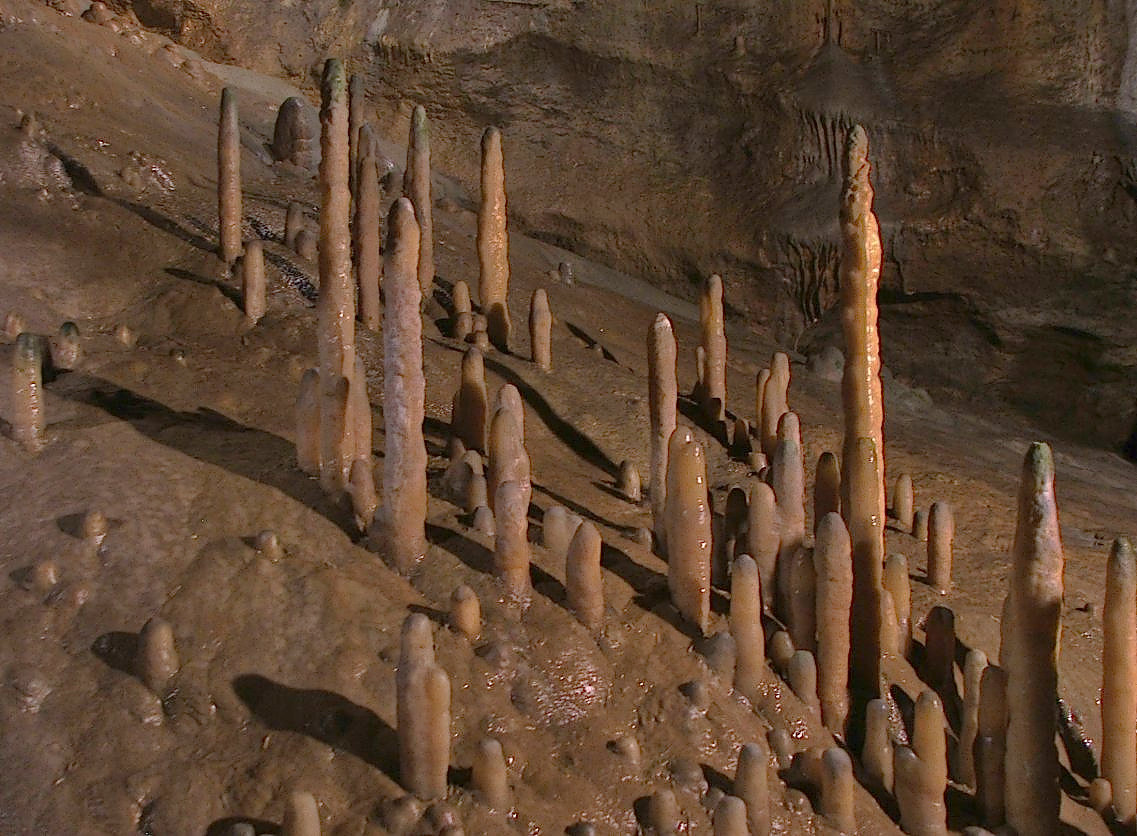
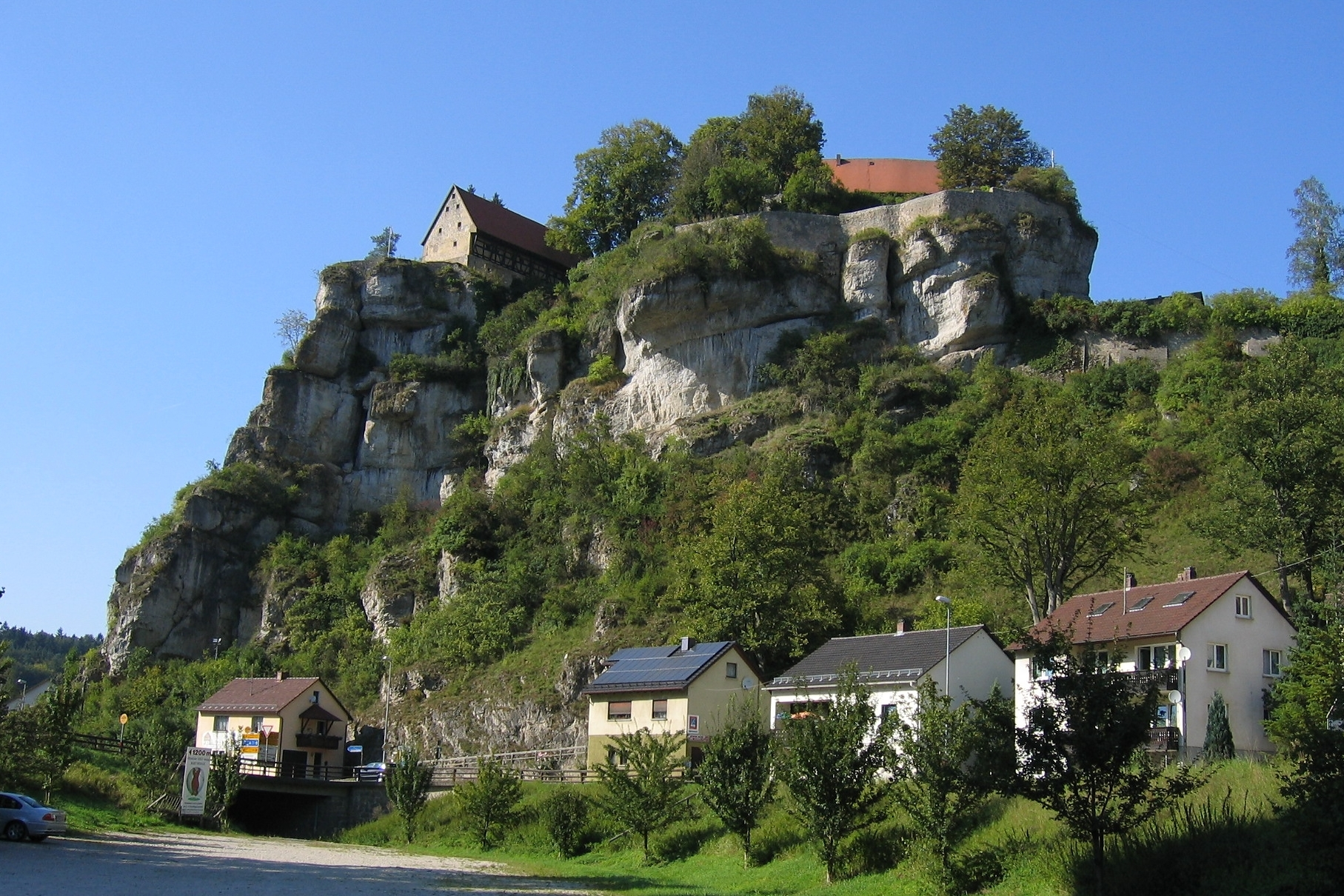
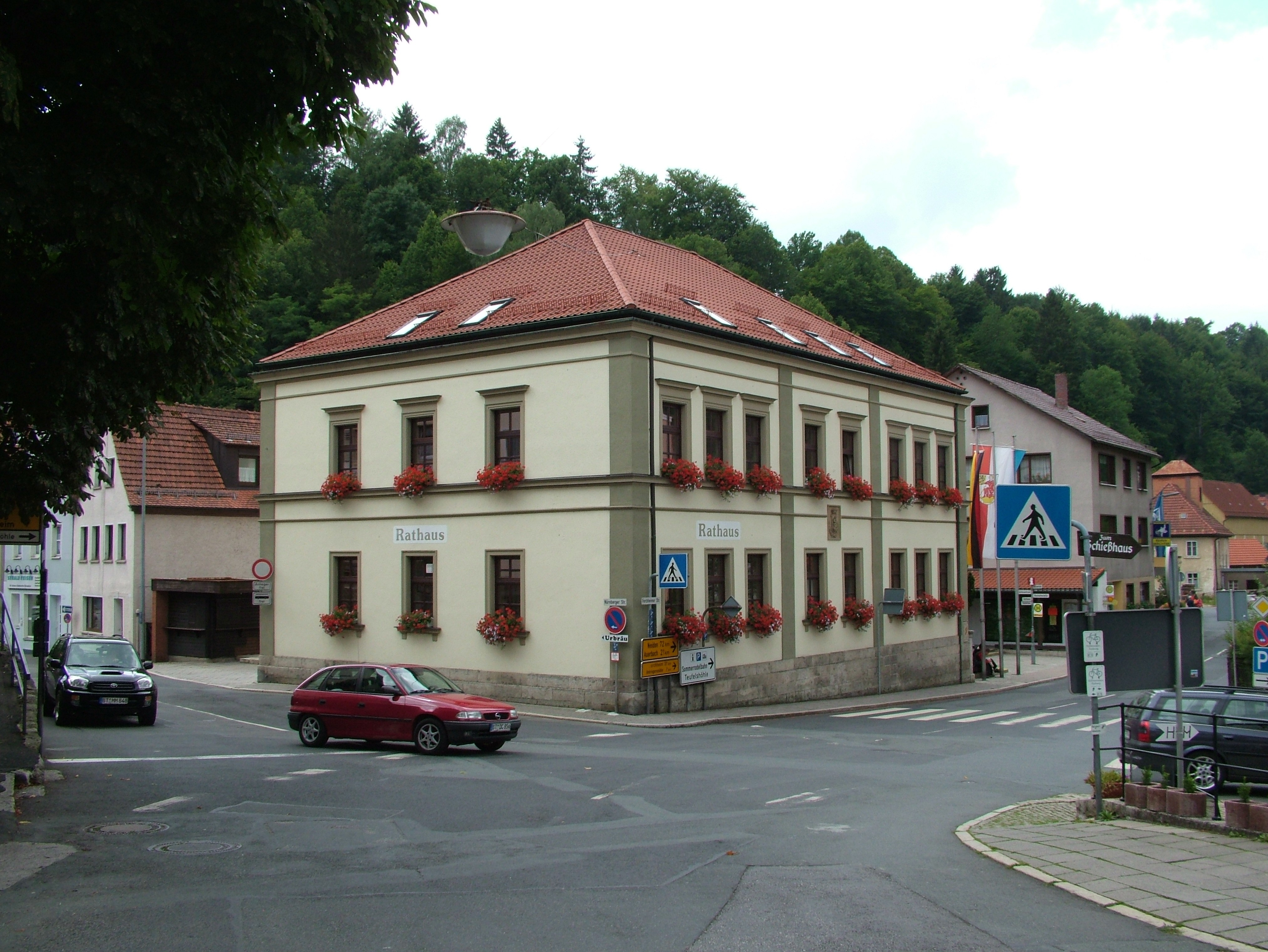

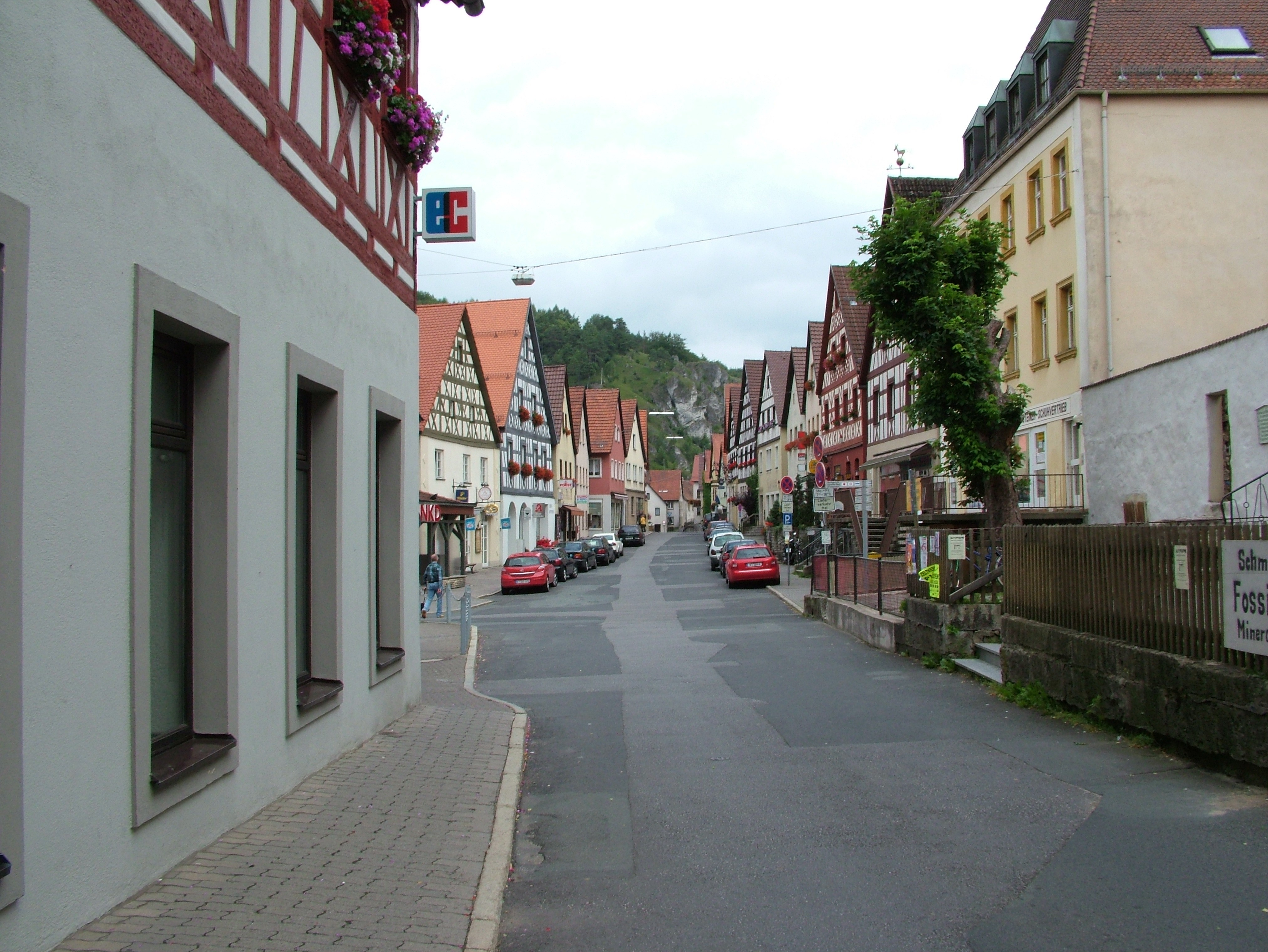
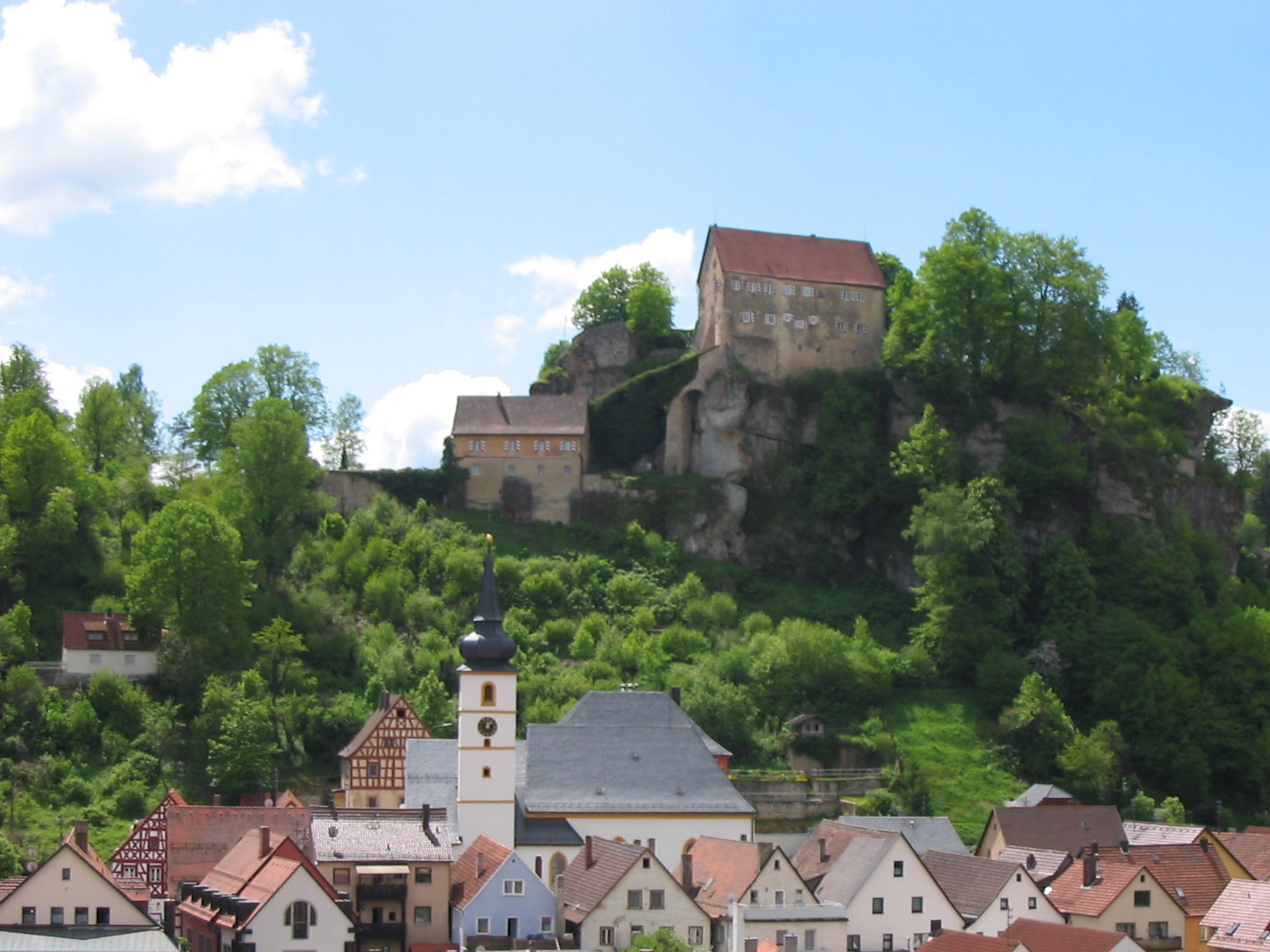
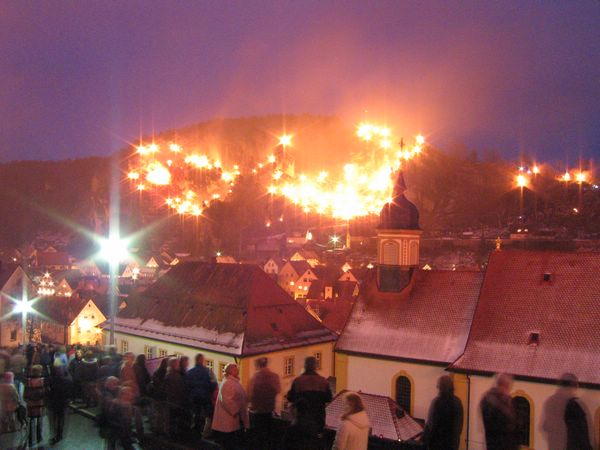